# Limnodriloides winckelmanni
Limnodriloides winckelmanni är en ringmaskart som beskrevs av Wilhelm Michaelsen 1914. Limnodriloides winckelmanni ingår i släktet Limnodriloides och familjen glattmaskar. Inga underarter finns listade i Catalogue of Life.